# 王雅媛
王雅媛（Victoria Wang，1985年—），出生於上海，申銀萬國證券 (香港) 有限公司聯席董事。
王雅媛在1985年出生於上海，當時在2000年代來港，在香港中文大學求學的她，她憑投資智慧，參加了7間大學舉辦中港大學生模擬投資比賽，得到2000萬港元奬金，因此成為「學界股神」或「股市女神」，未足1年已成為申銀萬國證券香港有限公司聯席董事。

## 外部連結
- 「八十後」升班百萬富翁實錄 加拿大都市報
- 王雅媛港股投資博客 骷髏會-商業電台 （页面存档备份，存于）